# Розіграш

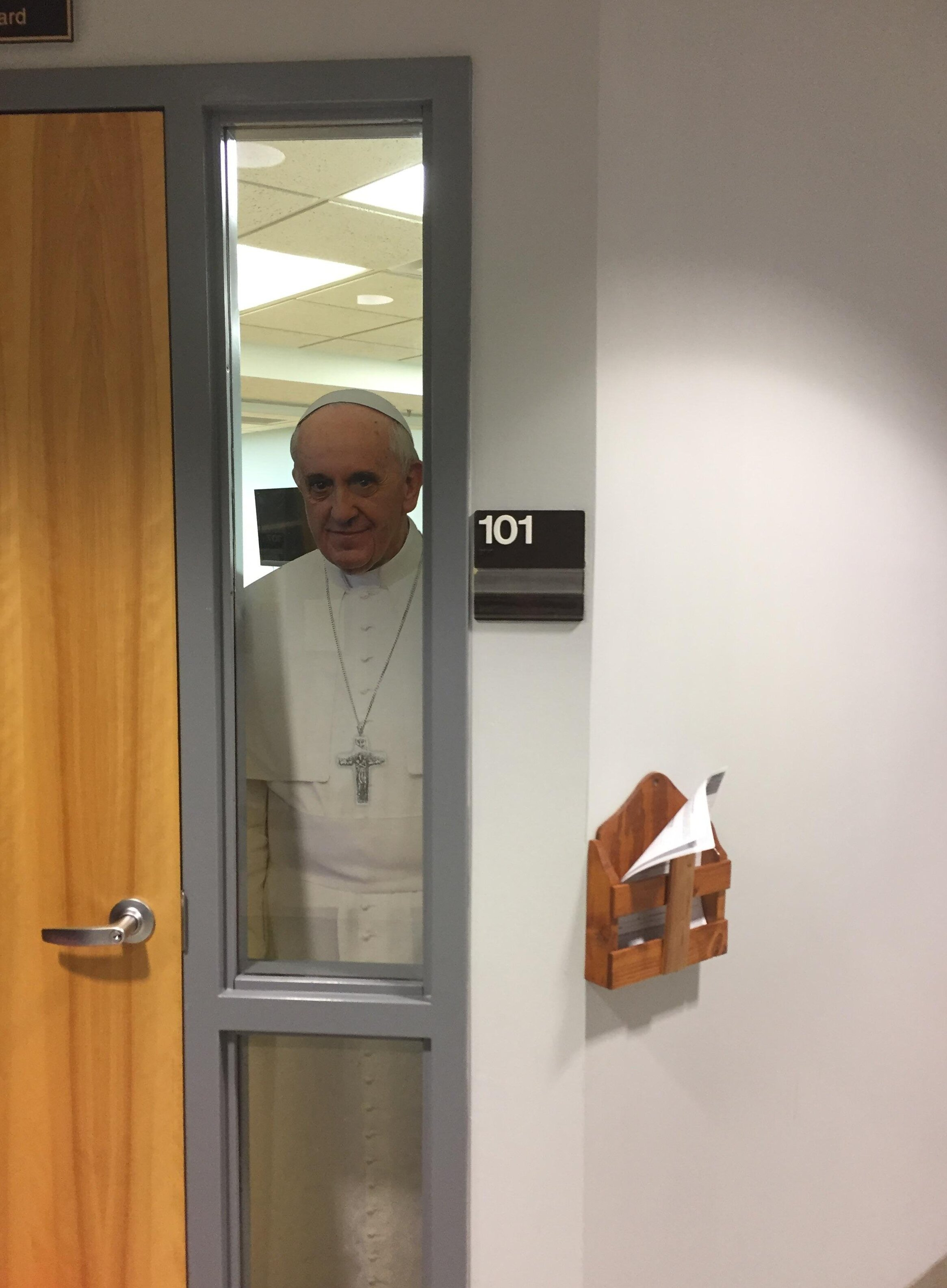
Розіграш із картонним Папою Римським, який зазирає до приміщення

Розіграш — дія з метою обманути, поставити в безглузде становище людину.
Розіграшем (пранком, від англ. prank) у медіа часто називається запланована поведінка, що зненацька лякає, принижує або іншим чином спричиняє страждання жертви.
У спортивних іграх розіграш — доведення гри до якого-небудь кінцевого результату чи розподіл; присудження чого-небудь через лотерею, шляхом жеребкування і т. ін.

## Психологія розіграшів

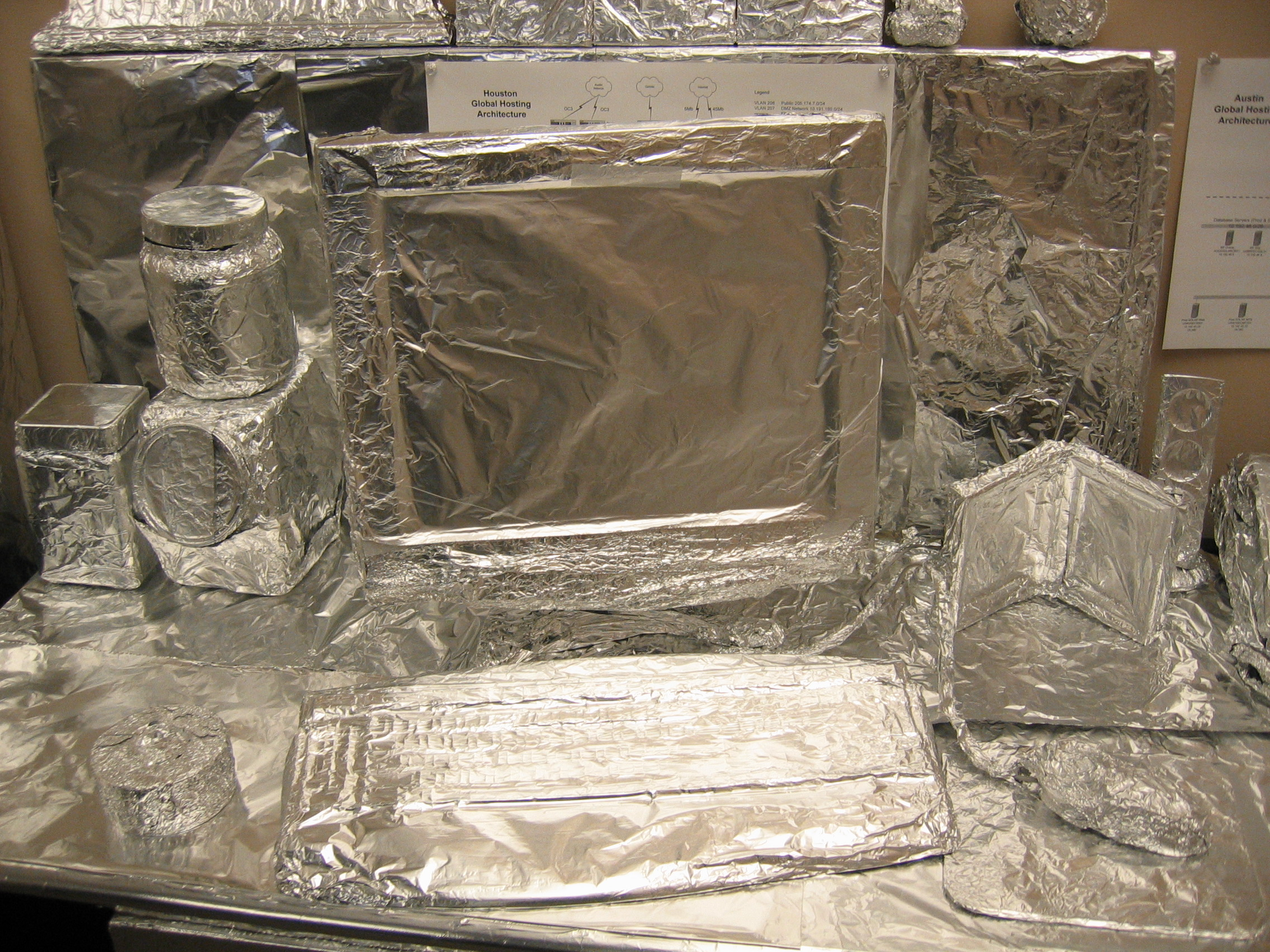
Розіграш: робочим місцем неможливо користуватися, бо воно обмотане фольгою

Існує низка психологічних підстав для здійснення розіграшів: вони можуть розцінюватися виконавцями як форма змагань з близькими людьми (чи яких вважають за близьких); розіграші слугують обрядами ініціації, що виявляють страхи та слабкості людей; завдяки здійсненню розіграшів їхні виконавці тимчасово звільняються від необхідності діяти «належним чином»; розіграші можуть вчинятися з метою відчувати владу над іншими людьми.
Значна частина традиційних розіграшів у культурі спрямована на виявлення в недосвідчених людей недоліків, «симуляцію кризи», щоб у цих людей був мотив для вдосконалення згідно зі стандартами спільноти. Таким є, наприклад, лякання дітей.

## Розіграші та злочинність
Хоча зазвичай розіграші не мають на меті заподіяння шкоди, в деяких випадках вони можуть класифікуватися як злочини чи призводити до ненавмисних злочинних дій. Наприклад, розіграш може включати переслідування особи чи порушення правил дорожнього руху; унаслідок розіграшу може статися знищення чужого майна, поставлення людей у небезпеку. Визнання розіграшу злочином можливе тоді, коли він містить заборонену поведінку та/або свідомий злий намір.
Межа між розіграшем і хуліганством часто визначається тим, як ставиться до такої дії людина, на яку спрямований розіграш; чи сприймає вона його як жарт, або ж як образу, фізичну чи психологічну шкоду.